# Río Chapare
Der Río Chapare ist der 279 km lange linke Quellfluss des Río Mamoré und einer der wasserreichsten Flüsse in Bolivien.

## Verlauf
Der Chapare entsteht nahe der Ortschaft Villa Tunari durch die Vereinigung der beiden Flüsse Río Espíritu Santo und Río San Mateo. Der Fluss fließt in nordöstlicher Richtung und bildet in seinem Verlauf die Grenze zwischen der Provinz Chapare im Norden und der Provinz Tiraque und der Provinz Carrasco im Süden.
Der Fluss weist in seinem Verlauf auf Grund des geringen Gefälles Bifurkationen und zahlreiche Mäander auf und vereinigt sich schließlich an der Grenze zum Departamento Santa Cruz bei Puerto Aurora mit dem Río Ichilo zum Río Mamoré.